# Richard Bitterauf
Richard Bitterauf (Nuremberg, 6 d'abril de 1900 - Nuremberg, 5 de març de 1961) fou un baríton alemany. Va estudiar al Conservatori de Nuremberg, on va estudiar piano amb Krug Gesang. La Temporada 1934-1935 va cantar al Gran Teatre del Liceu de Barcelona.